# Žutičasti jedić
Žutičasti jedić (klobučac žutičasti, otrovni jedić; lat. Aconitum anthora), To je višegodišnji ili gomoljasti geofit i prvenstveno raste u umjerenom biomu. Izvorno područje ove vrste je od Europe (uključujući Hrvatsku) do Mongolije.
Ova zeljasta trajnica prirodno raste u europskim alpskim regijama. Cvjetovi su bogati nektarom, što ih čini izvrsnim izvorom hrane za mnoge korisne kukce. Uzgaja se i po cvjetnjacima.

## Opće informacije
Aconitum anthora je zeljasta višegodišnja biljka koja iz podzemnog gomolja stvara uspravnu, slabo razgranatu stabljiku visoku 15 - 100 cm.
Biljka se ponekad bere iz divljine za lokalnu upotrebu kao lijek. Uzgaja se kao ukras, cijenjena posebno zbog cvjetova i atraktivnih listova.

## Poznate opasnosti
Jedići su zanimljivi od davnina jer sadrže diterpenske alkaloide koji variraju od relativno netoksičnih do smrtonosno otrovnih. U raznim su dijelovima svijeta kroz povijest korištene u medicinske svrhe i kao izvor otrova. Korištenje alkaloida Aconitum u modernoj zapadnoj medicini uglavnom je prekinuto kasnih 1930-ih i ranih 1940-ih, iako se korijenje još uvijek naširoko koristi u tradicionalnoj medicini, osobito u Aziji.

## Stanište
Stepske livade, rijetko u plavnim i suhodolinskim livadama, biljnim i kamenitim padinama i dolinama planinskih rijeka; u alpskom pojasu na alpskim livadama i tundrama te na ledenjačkim morenama.

## Pojedinosti o uzgoju
Najbolje raste na vlažnom tlu bogatom humusom u djelomičnoj sjeni, uspijeva na punom suncu sve dok se tlo ne osuši. Čini se da su pripadnike ovog roda izbjegavaju zečevi i jeleni.

## Ljekovitost
Gorki korijen se koristio kao protuotrov, za liječenje groznice, za borbu protiv helminta itd. Biljka sadrži alkaloide i više je ili manje otrovna. Treba biti jako oprezan ako koristite ovaj lijek.